# Fängelsevåldtäkt
En fängelsevåldtäkt är en våldtäkt på en intagen på en fångvårdsanstalt. Det är oftast andra intagna, men ibland personal, som utför detta.
Fängelsevåldtäkter är ett problem i bland annat USA, där det till justitiedepartementet under 2006 anmäldes 2205 fängelsevåldtäkter mellan intagna, och man fann bevis för 262 av dem.[källa behövs]
År 2000 hade uppskattningsvis minst 140 000 intagna utsatts för sexuella övergrepp någon gång under hela sin fängelsevistelse.

## Fängelsevåldtäkter i film
I den amerikanska dramafilmen American History X blir "Derek Vinyard" (Edward Norton) utsatt för fängelsevåldtäkt av ett gäng han gjort sig ovän med, vilket förebådar filmens klimaktiska omvändning. Även i Nyckeln till frihet förekommer sexuellt våld och våldtäktsförsök på det fiktiva fängelset Shawshank State Penitentiary, vilket huvudpersonen Andy Dufresne måste lära sig hantera. I TV-serien "OZ" är fängelsevåldtäkter och sexslaveri ett återkommande tema.